# العلوم والتكنولوجيا في الأردن
العلم والتكنولوجيا هو القطاع الاقتصادي الأسرع نموًا في الأردن. يحدث هذا النمو عبر العديد من الصناعات، بما في ذلك تكنولوجيا المعلومات والاتصالات (ICT) والطاقة الشمسية وطاقة الرياح والتكنولوجيا النووية.
حلّ الأردن في المركز 71 في مؤشر الابتكار العالمي عام 2023، متقدماً من المركز 86 المسجّل عام 2019. وتراجع إلى 73 في مؤشر عام 2024.

## إطار السياسة العلمية

### سياسة واستراتيجية العلوم والتكنولوجيا والابتكار
تأسس المجلس الأعلى للعلوم والتكنولوجيا في الأردن عام 1987، وهو هيئة عامة مستقلة تعمل كمنظمة وطنية شاملة للبحث العلمي. وهو الذي وضع أول سياسة وطنية للعلوم والتكنولوجيا في عام 1995. وفي عام 2013، أكمل المجلس "سياسة واستراتيجية العلوم والتكنولوجيا والابتكار" الوطنية (2013-2017)، والتي لها سبعة أهداف عامة. وهي:
- حث الحكومة والمجتمع العلمي على تبني أولويات البحث اللازمة لتطوير اقتصاد المعرفة، كما حددها المجلس الأعلى للعلوم والتكنولوجيا وصندوق دعم البحث العلمي في عام 2010 في "تحديد أولويات البحث العلمي في الأردن للسنوات 2011-2020"
- تعزيز ثقافة العلوم في النظام التعليمي؛ الاستفادة من الذكاء الاصطناعي في التعليم[8] يمكن أن يعزز نتائج التعلم ويعزز الابتكار
- تسخير البحث العلمي من أجل التنمية
- بناء شبكات المعرفة في مجال العلوم والتكنولوجيا والبحث العلمي
- تبني الابتكار كمحفز رئيسي لفرص الاستثمار
- ترجمة نتائج البحث العلمي إلى مشاريع تجارية
- المساهمة في تحقيق التميز في التدريب واكتساب المهارات

حدّد المجلس الأعلى للعلوم والتكنولوجيا خمسة مجالات لتنفيذ المشاريع فيها لتشغيل السياسة؛ الإطار المؤسسي؛ السياسات والتشريعات؛ البنية الأساسية للعلوم والتكنولوجيا والابتكار؛ الموارد البشرية؛ وبيئة العلوم والتكنولوجيا والابتكار. وأشارت مراجعة نظام الابتكار الوطني إلى أن البحث لم يكن كافياً لدعم التوسع الاقتصادي وإيجاد حلول للقضايا الدائمة مثل تلك التي تتعلق بالمياه والطاقة والغذاء. طُرح حوالي 24 مشروعًا بتكلفة متوقعة تبلغ حوالي 14 مليون دولار أمريكي للسنوات 2013-2017، ولكن حتى عام 2015، لم تمنح الحكومة أي أموال لها بعد. وتشمل هذه مراجعة السياسة الوطنية للعلوم والتكنولوجيا، وإضفاء الطابع المؤسسي على الابتكار، وتطوير مخططات الحوافز للباحثين والمبتكرين، وتأسيس حاضنات التكنولوجيا وإنشاء قاعدة بيانات بحثية. ومن المقرر إنشاء وحدة داخل المجلس الأعلى للعلوم والتكنولوجيا خاصة بالعلماء الأردنيين المغتربين. والمجلس مسؤول عن تنفيذ ومتابعة وتقييم جميع المشاريع الـ 24، جنبًا إلى جنب مع الوزارات ذات الصلة.

### مرصد العلوم والتكنولوجيا والابتكار
منذ عام 2009 تقريبًا، شارك المجلس الأعلى للعلوم والتكنولوجيا في مشروع إنشاء مرصد للعلوم والتكنولوجيا والابتكار، بالتعاون مع اللجنة الاقتصادية والاجتماعية لغرب آسيا (الإسكوا) التابعة للأمم المتحدة. سيحافظ المرصد على أول قاعدة بيانات شاملة للبحوث المحلية في البلاد، ومن المقرر أن يستضيفه المجلس الأعلى للعلوم والتكنولوجيا.

### الاستراتيجية الوطنية للابتكار
في عام 2013، نشر المجلس الأعلى للعلوم والتكنولوجيا "الاستراتيجية الوطنية للابتكار، 2013-2017" (على الرغم من التشابه في الاسم، لا ينبغي الخلط بينها وبين "سياسة واستراتيجية العلوم والتكنولوجيا والابتكار، 2013-2017). تم إعداد "الاستراتيجية الوطنية للابتكار، 2013-2017" بالتعاون مع وزارة التخطيط والتعاون الدولي، بدعم من البنك الدولي. تشمل المجالات المستهدفة الطاقة والبيئة والصحة وتكنولوجيا المعلومات والاتصالات وتكنولوجيا النانو والتعليم والخدمات الهندسية والخدمات المصرفية والتقنيات النظيفة.
حلّ الأردن في المركز 71 في مؤشر الابتكار العالمي عام 2023، متقدماً من المركز 86 المسجّل عام 2019. وتراجع إلى 73 في مؤشر عام 2024.

### صندوق دعم البحث العلمي
تم إحياء صندوق دعم البحث العلمي في الأردن في عام 2010 بعد إنشائه في عام 2006. يديره وزارة التعليم العالي والبحث العلمي، ويمول الاستثمار في الموارد البشرية والبنية الأساسية من خلال منح بحثية تنافسية تتعلق بإدارة المياه البيئية والتطبيقات التكنولوجية. يدعم الصندوق المشاريع الريادية ويساعد الشركات الأردنية على حل المشاكل التقنية؛ كما يشجع الهيئات الخاصة على تخصيص الموارد للبحث والتطوير ويوفر لطلاب الجامعات منحًا دراسية على أساس الجدارة. حتى الآن، قدم الصندوق 13 مليون دينار أردني (حوالي 18.3 مليون دولار أمريكي) لتمويل مشاريع البحث والتطوير في الأردن، تم استخدام 70٪ منها لتمويل مشاريع في الطاقة والمياه والرعاية الصحية.

### صندوق البحث العلمي والتدريب المهني
كما يهدف صندوق دعم البحث العلمي المحدث إلى تبسيط الأنشطة التي يدعمها صندوق البحث العلمي والتدريب المهني (تأسس عام 1997). أطلق هذا الصندوق جزئيًا لضمان قيام جميع الشركات المساهمة العامة الأردنية إما بإنفاق 1٪ من صافي أرباحها على البحث والتطوير أو التدريب المهني داخل هيكلها الخاص أو دفع مبلغ معادل في الصندوق لإعادة توزيعه لنفس الغرض. بعد الصعوبات المتعلقة بتعريف البحث والتدريب المهني وفقًا للصندوق، اعتمدت لوائح جديدة في عام 2010 لتوضيح المصطلحات.